# Pisanello
Pisanello, Antonio di Puccio Pisano o Antonio di Puccio da Cereto, o erròniament anomenat Vittore Pisano per Giorgio Vasari, (c. 1395 - probablement 1455) va ser un dels més distingits pintors de finals de l'època gòtica i del primer Renaixement italià i del Quattrocento. Va ser aclamat per poetes com Guarino da Verona i lloat pels humanistes del seu temps. Porcellio el va comparar amb noms tan il·lustres com els de Cimabue, Fídies i Praxíteles.

## Vida

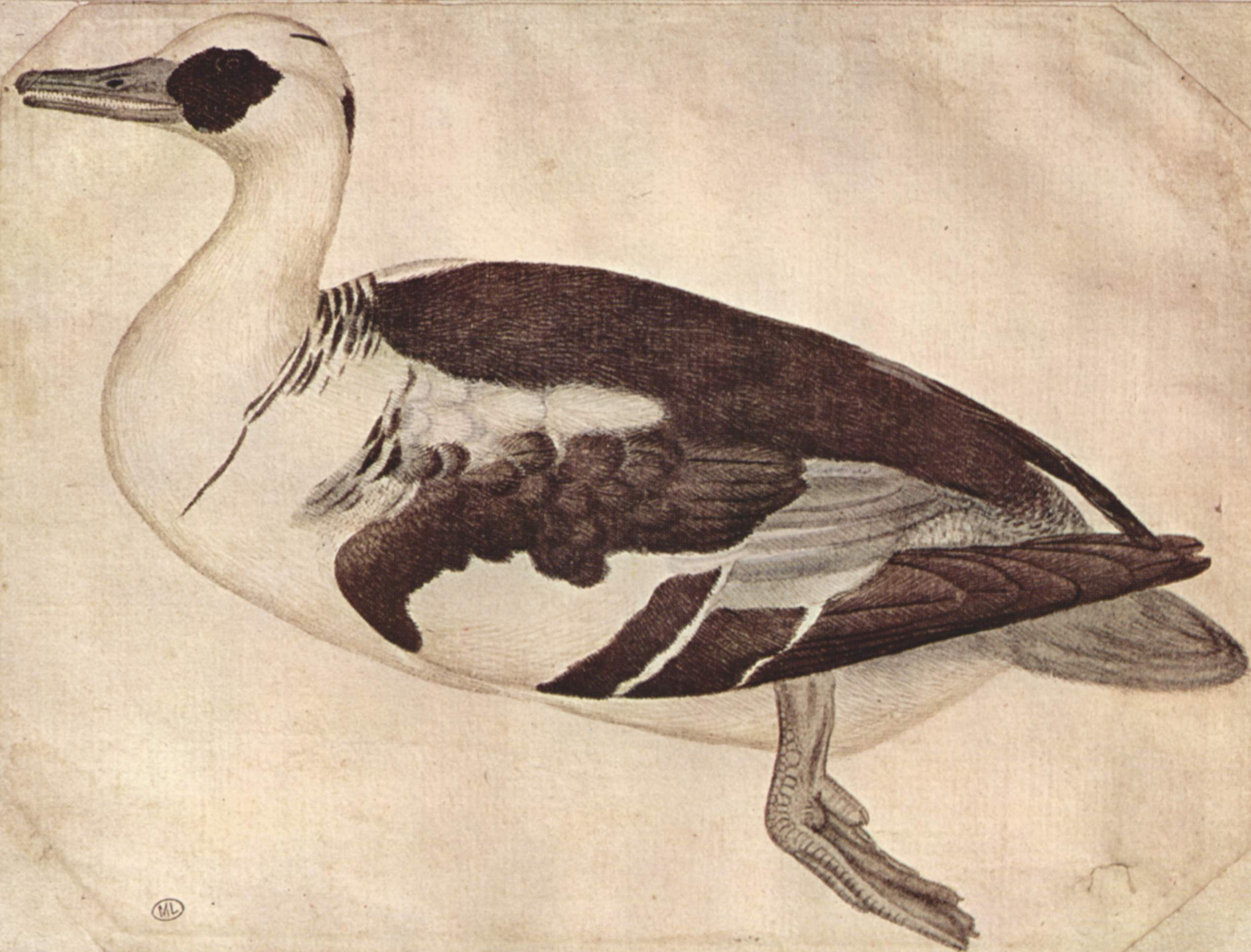
Ànec, per Pisanello, 1430-1440, aquarel·la sobre paper, Museu del Louvre, París

La seua vida està oculta en el misteri. Va nàixer entre 1380 i 1395 i va morir entre 1450 i 1455 (probablement, entre el 14 de juliol i el 8 d'octubre de 1455). Va portar una vida errant de cort en cort, de la mateixa manera que Gentile da Fabriano. Va servir al dogo de Venècia; al papa, al Vaticà; a les corts de Verona, Ferrara, Màntua, Milà, Rímini, i al rei de Nàpols. Va gaudir de la consideració de les famílies Gonzaga i Este.
Se'l considera nat a Pisa, d'on li ve el sobrenom. Tanmateix, aquest fet no se sap amb certesa perquè l'apel·latiu de "Pisanello" podria haver-li estat atribuït també pel pare, ser Puccio di Giovani da Cerreto, que era efectivament pisà. Altres crítics emfasitzen el fet que el pintor haguera treballat principalment, en especial en l'edat juvenil, a la zona del Vèneto i que la mare, Isabetta, fóra veronesa, la qual cosa els porta a suposar que Pisanello va nàixer a Sant Vigilio sul Lago, al territori de Verona.

### Aprenentatge
Els anys jóvens de Pisanello van estar fortament influïts per la pintura de tradició florentina portada al Vèneto per Giotto primer i els seus seguidors Stefano i Altichiero després. Probablement, es va formar al taller d'un pintor de Verona, potser Altichiero o Stefano da Verona) perquè el seu primer estil segueix la tradició veronesa.
Entre 1415 i 1420 va ser assistent, a Venècia, del destacat pintor i il·luminador Gentile da Fabriano, de qui va aprendre el seu refinat, delicat i detallat estil. També va adquirir d'ell el gust pels materials preciosos i belles fàbriques que poden trobar-se a les seues obres posteriors. Els frescos de la sala del Gran Consell, al palau Ducal de Venècia, en què van treballar junts, serien retocats i modificats posteriorment, l'any 1488, per Alvise Vivarini i finalment destruïts per un incendi l'any 1577.
El seu quadre Mare de Déu i guatla, avui al Museu de Castelvecchio, a Verona, està signat per "Antonius Pisanus". S'ha datat a l'entorn de l'any 1420. Mostra una mescla dels estils de Gentile da Fabriano i Stefano da Verona, cosa que podria suportar la tesi que Pisanello va ser també alumne d'aquest últim a Verona.

### Els primers èxits
El 1422, està documentada la seua estada a Màntua al servei del jove Ludovic Gonzaga, fill del marquès de Màntua Gianfrancesco Gonzaga. A Màntua, va començar a adquirir gran fama en les diverses corts llombardes, que van començar a disputar-se els seus serveis. Va continuar treballant per a la família Gonzaga fins als anys 1440.
Giorgio Vasari, un artista i biògraf del Renaixement italià, afirma que Pisanello també va treballar als tallers d'Andrea del Castagno, autor del monument eqüestre pintat de Niccolò da Tolentino (1456) en la catedral de Florència. Amb seguretat, va conèixer igualment Paolo Uccello, el pintor de La Batalla de San Romano, amb tots els seus cavalls. El gust de Pisanello pel dibuix de cavalls probablement té el seu origen en aquesta relació. Però, atès el gran desconeixement sobre la seua vida, aquesta atribució de Vasari no és fiable i pot ser només una llegenda.

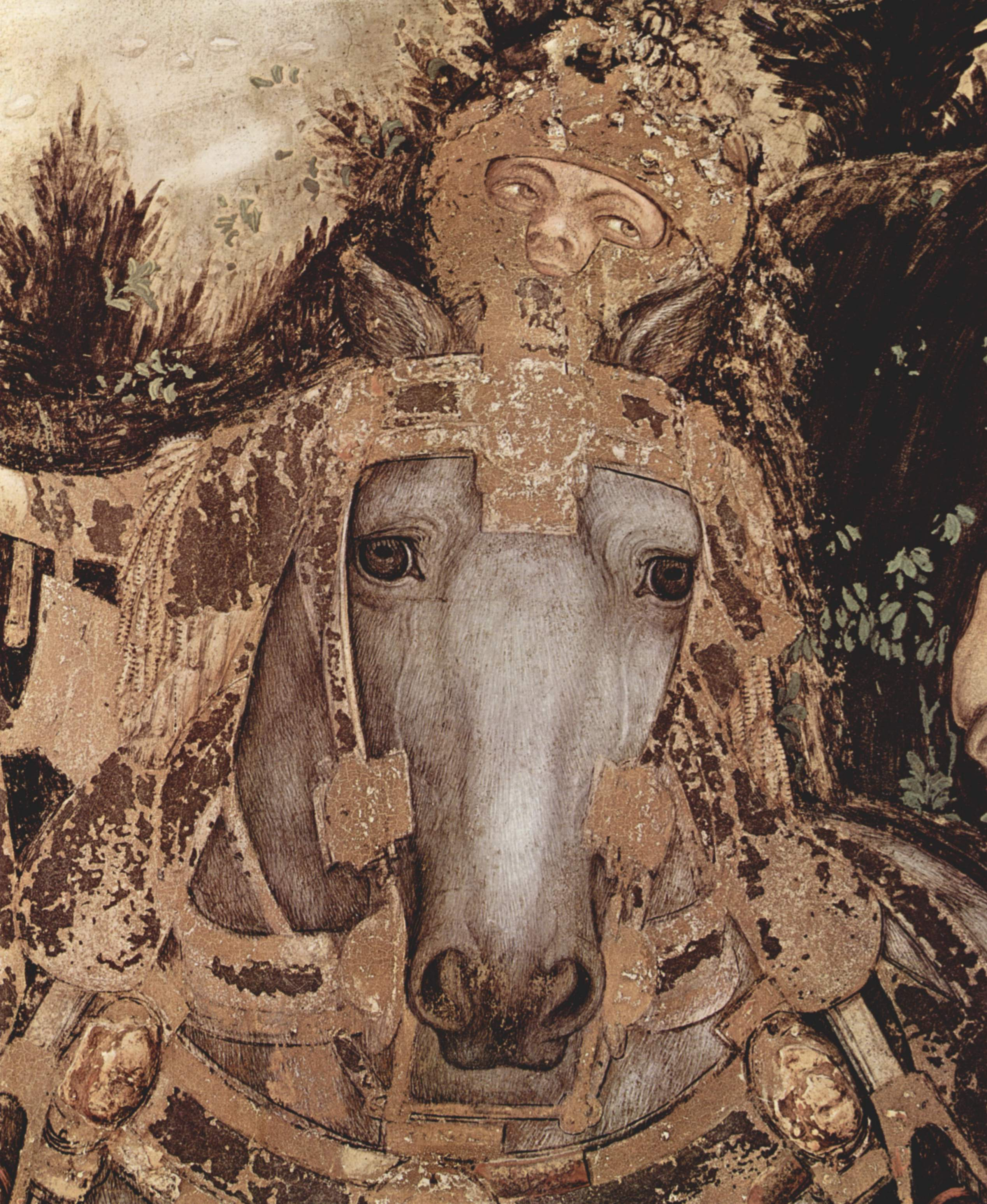
Sant Jordi i la princesa (detall amb cavall)

L'any 1424, segons alguns erudits, va pintar frescos sobre caça i pesca i sobre les justes al castell de Pavia d'aquell mateix any. Li van ser encarregats pel duc de Milà Filippo Maria Visconti, però no en queda rastre.
Vers 1426 va tornar a Verona, on va realitzar la decoració pictòrica (els arcàngels Miquel i Rafael i l'Anunciació) del monument a Niccolò Brenzoni, esplèndid exemple d'escultura gòtica italiana executat pel florentí Nanni di Bartolo a l'església de San Fermo Maggiore. Segons Vasari, Pisanello va ser introduït a les corts del centre d'Itàlia pel papa Martí V i per Andrea del Castagno que, segons el crític aretí, va ser un dels seus mestres. Recents estudis han desmentit algunes d'aquestes vicissituds narrades per Vasari en les seues Vides d'artistes respecte a Pisanello; avui dia es creu que en realitat va ser el seu mestre, Gentile da Fabriano, qui va establir per a ell els primers contactes amb la ciutat papal.
Quan va morir Gentile da Fabriano a Roma entre agost i octubre de 1427, la seua obra a la basílica de Sant Joan del Laterà va quedar inacabada. Pisanello va completar els frescos del seu primer mestre entre 1431 i 1432. Tots aquests frescos van quedar destruïts quan la basílica va ser reconstruïda en el segle xvii per Francesco Borromini. El Kupferstichkabinet de Berlín conserva un pàl·lid esbós d'aquest fresc, pintat per Borromini. Mentre estava a Roma, es va veure cada vegada més influït per l'art clàssic del Renaixement.

### L'afirmació definitiva

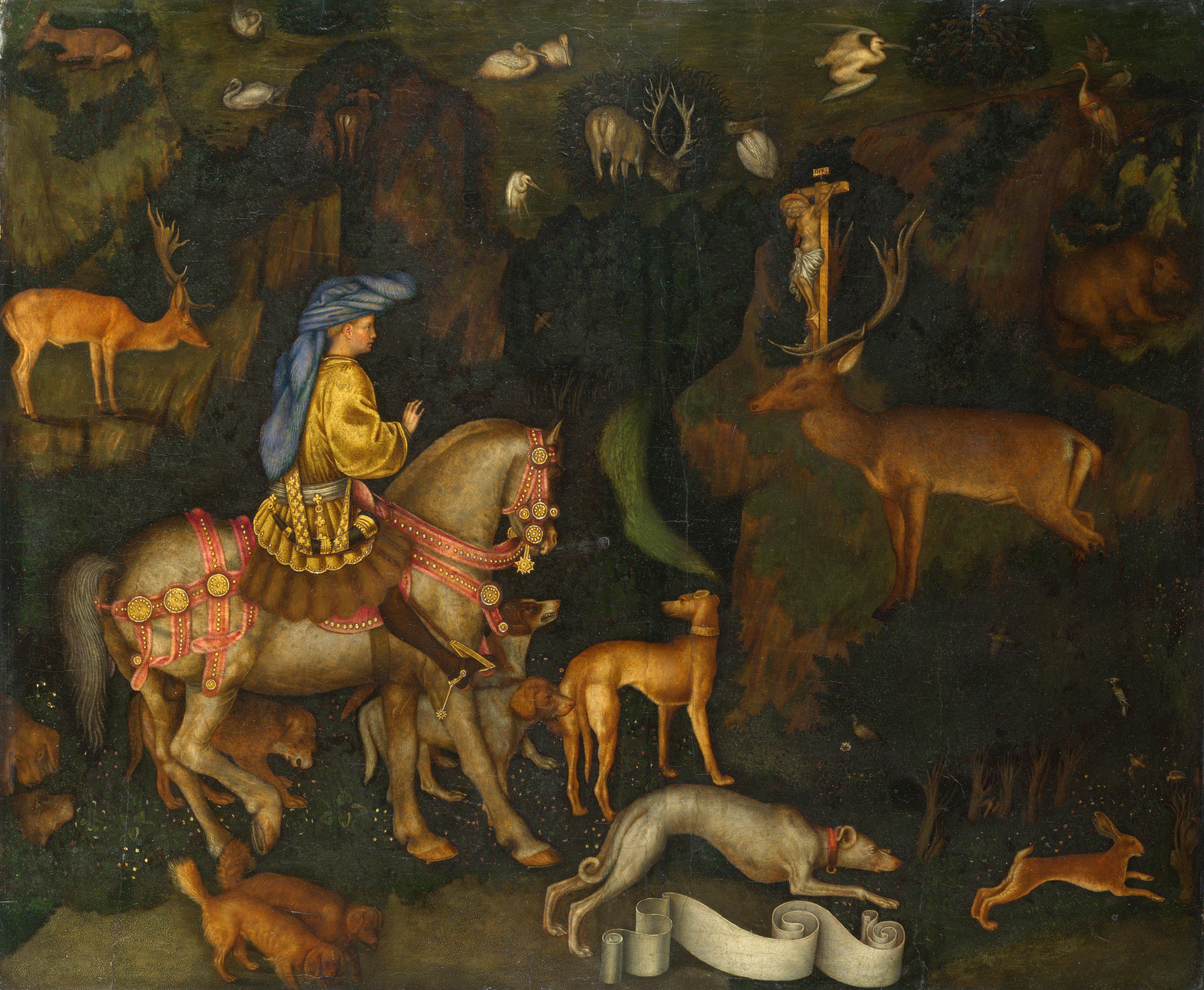
Visió de sant Eustaqui

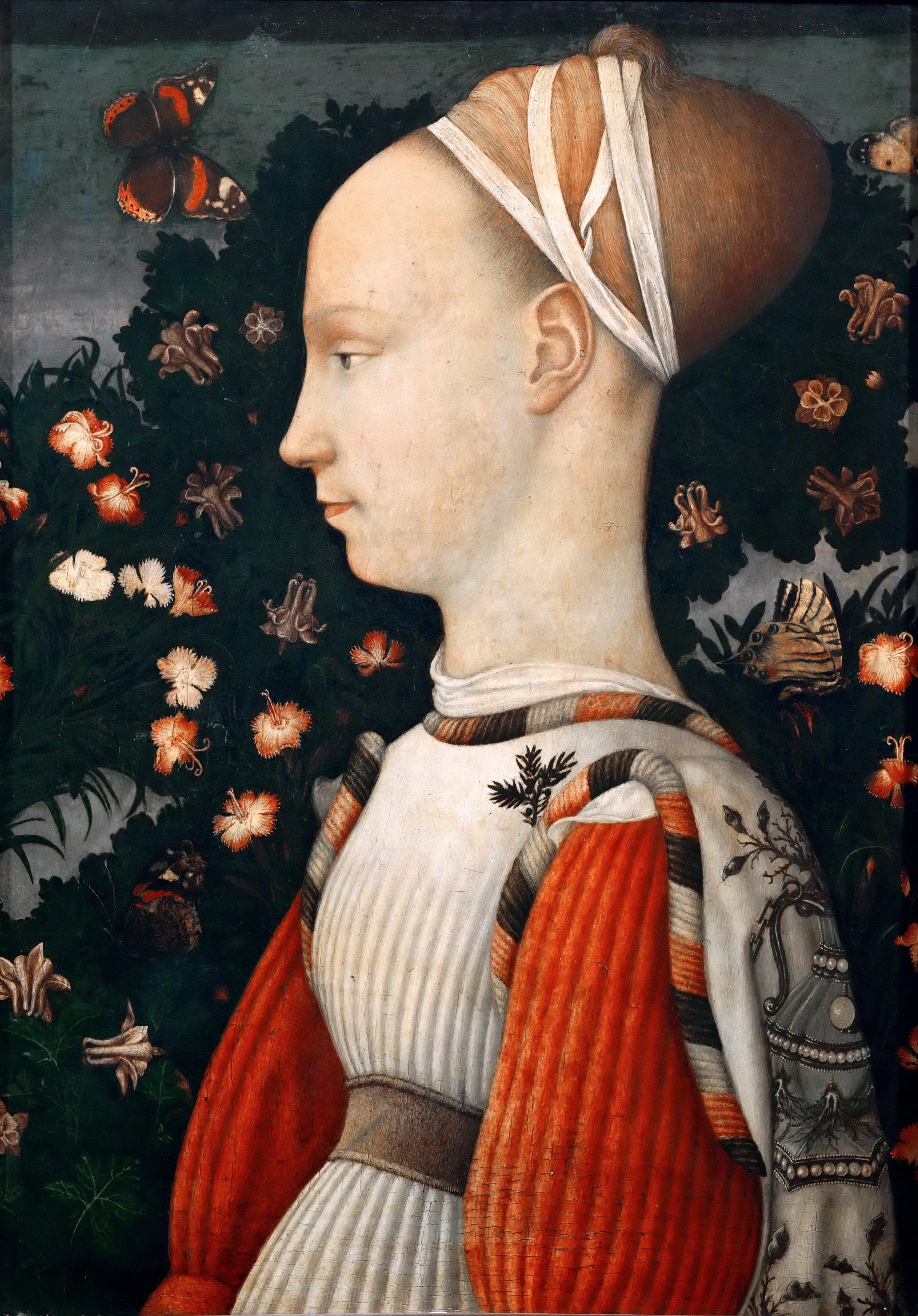
Retrat d'una princesa de la casa d'Este (1436-1449). Louvre, París

Després d'haver estat apreciat i lloat pel papa Eugeni IV, a l'estiu de 1432 Pisanello va deixar Roma per a anar a Ferrara, a la cort de Lionello d'Este, marquès de Ferrara, que li va encarregar una Mare de Déu i una efígie de Juli Cèsar, ambdues executades sobre taula.
Hom creu que va romandre un temps a Florència. En aquest període va pintar dos importants retrats: L'emperador Segimon, avui al Museu Kunsthistorisches, de Viena (però d'atribució encara discutida) i Retrat d'un home (avui al Palazzo Rosso de Gènova).
Va tornar a Verona entre 1433 i 1438. Hi va executar la seua obra més famosa i millor conservada, la decoració de la capella dels Pellegrini a Sant'Anastasia, amb un Sant Jordi i la princesa de Trebisonda (1436-38). Va haver de ser restaurat després que una filtració d'aigua deterioràs el fresc a finals del segle xix. Va preparar aquesta obra amb gran nombre de dibuixos que avui es mostren al Museu del Louvre de París.
Molts crítics consideren que aquests frescos es van realitzar en època anterior, en concret en els anys 1420.
A partir de 1435 es va interessar més i més en retrats i medalles. El seu famós Retrat d'una princesa de la casa d'Este data d'aquest període.
L'any 1438, el concili de Basilea va negociar amb l'emperador romà d'Orient Joan VIII Paleòleg. Per a aquesta ocasió, Pisanello va realitzar una medalla commemorativa de l'emperador. La presència a la ciutat de la cort bizantina caracteritzada per les vestimentes inusuals, riques en decoracions inèdites als ulls del pintor, va estimular punyentment la fantasia de l'artista que en obres successives va entrar en la plena maduresa, consolidant la seua pintura violentament influïda per l'estil oriental. Va fer dibuixos amb retrats de l'emperador i el seu seguici, avui exposats al Museu del Louvre, que suggereixen que tenia un encàrrec per a una pintura o fresc per a la residència d'Este.
D'aquests anys, data l'inici de la sèrie de medalles realitzades per Pisanello, i n'és la primera la que representa el mateix emperador de Constantinoble Joan VIII.
El fort lligam entre Pisanello i la cort del marquès de Màntua Gianfrancesco Gonzaga va suposar-li a l'artista diversos compromisos. En efecte, el 1438 va esclatar la guerra entre el senyor de Milà, Filippo Maria Visconti i la república de Venècia. Pisanello era a Màntua amb Gianfrancesco Gonzaga, que donava el seu ple suport als Visconti. El 1439, les milícies del marquès aliades amb les de Visconti, van atacar sota el comandament de Niccolò Piccino una de les fortaleses de la Sereníssima, prop de la ciutat de Verona tan volguda per Pisanello, que es va trobar militant, per a complaure el seu propi protector, a les files enemigues. Després de ser sotmesa a assetjament i saquejada, la ciutat va ser reconquistada per Venècia, i Pisanello es va trobar acusat pels venecians davant el Consell dels Deu. Després d'haver estat allunyat dels territoris vènets, el 1442 el pintor va ser definitivament condemnat i els seus béns confiscats, en el mateix any en què va patir la pèrdua de sa mare.

### Darrers anys
Després de romandre a Milà entre 1440 i 1441, va tornar a Ferrara l'any 1441, on va pintar el seu lloat retrat de Lionello d'Este, avui dia exhibit en l'Accademia Carrara de Bèrgam. El seu quadre Mare de Déu i els sants Antoni Abat i Jordi (National Gallery de Londres) probablement data de la mateixa època. L'impressionant cicle de frescos Escenes de guerra i cavalleria al palau Ducal de Màntua, probablement data de 1447.
Sembla que aquesta va ser la pitjor època per a l'artista des del punt de vista personal, a causa de la condemna que l'obligava a romandre lluny de les seues terres natals, en un període de grans dificultats econòmiques. En aquest temps, es va dedicar particularment a la realització de les seues famoses obres de joieria. A Rímini, va realitzar les medalles de Segimon Malatesta i Novello Malatesta.
L'any 1448, no es va atrevir a tornar a Verona per participar en el casament de la seua filla, a la qual l'artista va enviar el dot des de Ferrara. Aquesta és l'última notícia documentada que existeix sobre Pisanello. Només indicacions posteriors parlen que, des de desembre de 1448 fins al final de la seua vida, va viure a Nàpols, on va gaudir de gran reputació en la cort del rei Alfons V d'Aragó. El poeta Porcellio fins i tot va escriure una oda en el seu honor. Va poder haver viscut cinc o sis anys més, però no en queda rastre documental.

## Obra

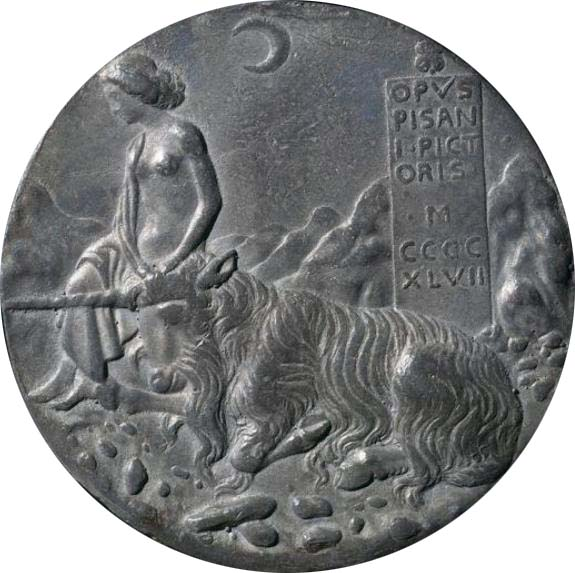
Medalla de Cecilia Gonzaga: Innocència i Unicorn en un paisatge a la llum de la lluna (1447)

Pisanello és conegut sobretot pels seus esplèndids frescos de grans dimensions, poblats d'abundants i petites figures caracteritzades per la brillantor del color i la precisió del dibuix. També va fer elegants retrats, petites pintures de cavallet, i molts dibuixos brillants.
Es va dedicar també a feines de joieria i orfebreria; va fer medalles commemoratives, i esdevingué l'autor més important d'aquest gènere de la primera meitat del segle xv. Al llarg de la seua vida, Pisanello va ser conegut sobretot per les seues medalles. Sovint va ser copiat per les generacions posteriors, i l'art de la medalla va decaure quan es va apartar del seu estil.
Fins i tot va signar les seues medalles amb Opus Pisani pictoris ('feta pel pintor Pisà'). Des del seu punt de vista, els retrats de les seues medalles igualaven els retrats de les seues pintures. Fins i tot, va afegir al·legories en el revers de les seues medalles, com l'unicorn de la medalla de Cecilia Gonzaga, assenyalant així el noble caràcter de la princesa. En aquestes medalles, es representaven les efígies dels poderdants de l'artista.
Moltes de les seues obres van ser atribuïdes erròniament a altres artistes, entre els quals cal esmentar Piero della Francesca, Albrecht Dürer i Leonardo da Vinci. Tot i que la major part de les seues pintures han desaparegut, bona part dels seus dibuixos i medalles han sobreviscut.
Els seus dibuixos són generalment valorats com a joies del Quattrocento, i són meravellosos exemples de les elegants vestimentes de l'època, incloent-hi espectaculars barrets. En contrast amb els seus contemporanis, els seus dibuixos no són esbossos de pintures futures sinó obres d'art autònomes. Va compilar diversos llibres de dibuix, detallats i adequats estudis de fauna i flora amb poètic naturalisme, i elegants robes.
Exemples de la seua obra com a pintor existeixen encara a:
- Roma.
- Venècia. A la Ca' d'Oro hi ha peces de Pisanello a les sales a la dreta del portego.
- Palau Ducal de Màntua. N'hi ha una sèrie inacabada de frescos.
- Verona. A l'església de Santa Anastàsia, a la sagristia, es conserven els frescos de Sant Jordi i la princesa; a l'església superior (que data de 1313) de San Fermo Maggiore, sobre el mausoleu Brenzoni està el fresc de L'Anunciació (1426).
- Pistoia.
- Bèrgam. A l'Accademia Carrara es conserva el retrat de Leonello Este (h. 1440 o 41).
- National Gallery de Londres: Visió de sant Eustaqui i La Mare de Déu amb l'infant amb sant Jordi i sant Antoni Abat (o L'aparició de la Mare de Déu a sant Antoni i a sant Jordi, h. 1445). La seua Visió de sant Eustaqui (c. 1435), durant molt de temps atribuïda a Albrecht Dürer per la seua perfecció i refinament, mostra la major part dels animals de perfil o en poses definides amb una delicadesa pròpia de les miniatures. La història d'aquesta petita pintura (al tremp d'ou sobre fusta) és probablement només un pretext per a mostrar animals "nobles" (cavalls, gossos de caça, cérvols, ossos...) i la més noble criatura de totes: el cortesà caçador.
- Biblioteca Ambrosiana de Milà: dibuixos.
- Museu del Louvre: dibuixos i el Retrat d'una princesa de la casa d'Este (1436-1438).

Va influir en molts dels seus contemporanis, però no va crear escola pròpia. El seu geni va brillar breument i després de la seua mort va ser ràpidament oblidat amb l'auge de la cultura humanista i clàssica del Renaixement. Avui és considerat l'últim i més magnífic artista de l'estil cortesà de l'art gòtic en el segle xv, anomenat gòtic internacional. D'altra banda, pot ser considerat un dels primers líders del moviment renaixentista. El seu estil es va anticipar al seu temps; les seues medalles són intemporals, els seus paisatges són realistes, i així i tot el seu Llegenda de sant Jordi, una de les seues millors pintures, és una de les més arcaiques de les seues obres.

## Galeria

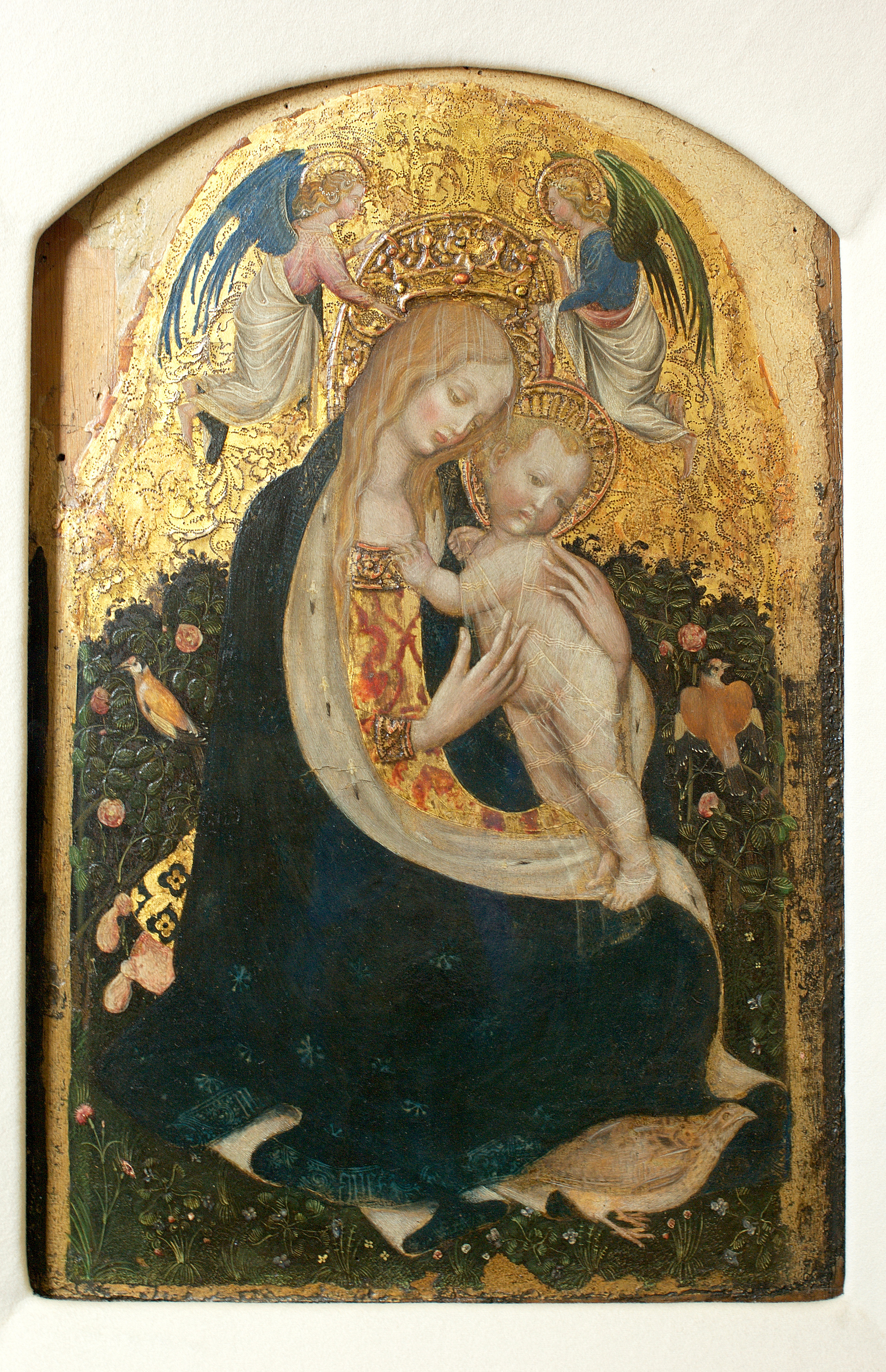
Mare de Déu i guatla, h. 1420, Museu de Castelvecchio, Verona
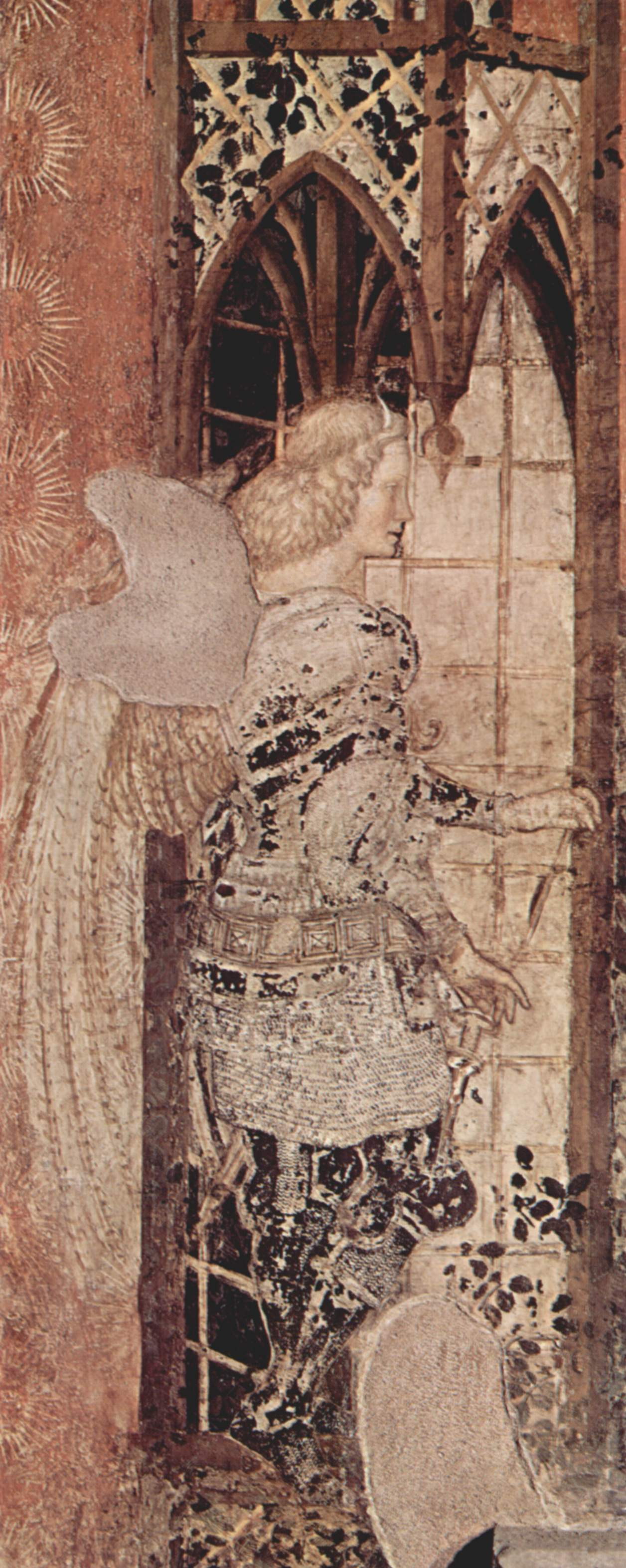
Fresc del monument a Niccolò Brenzoni a Sant Fermo Maggiore a Verona, Escena:Arcàngel Rafael, 1424-1426
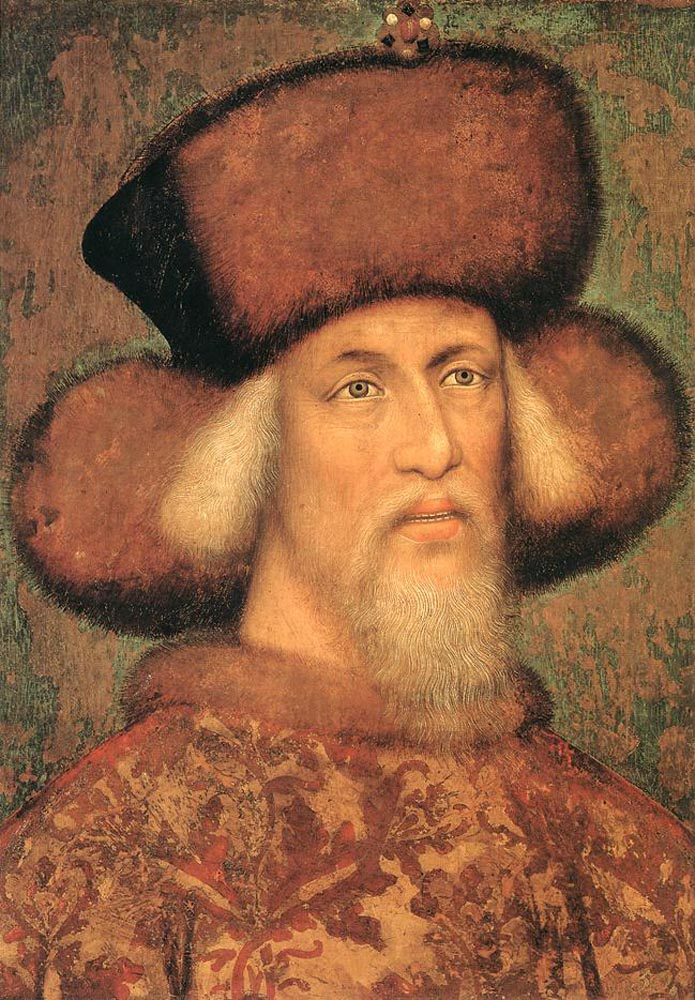
Emperador Segimon, 1433, Viena,
Frescos a Sant' Anastàsia de Verona, Escena: Sant Jordi i la princesa, 1436-1438
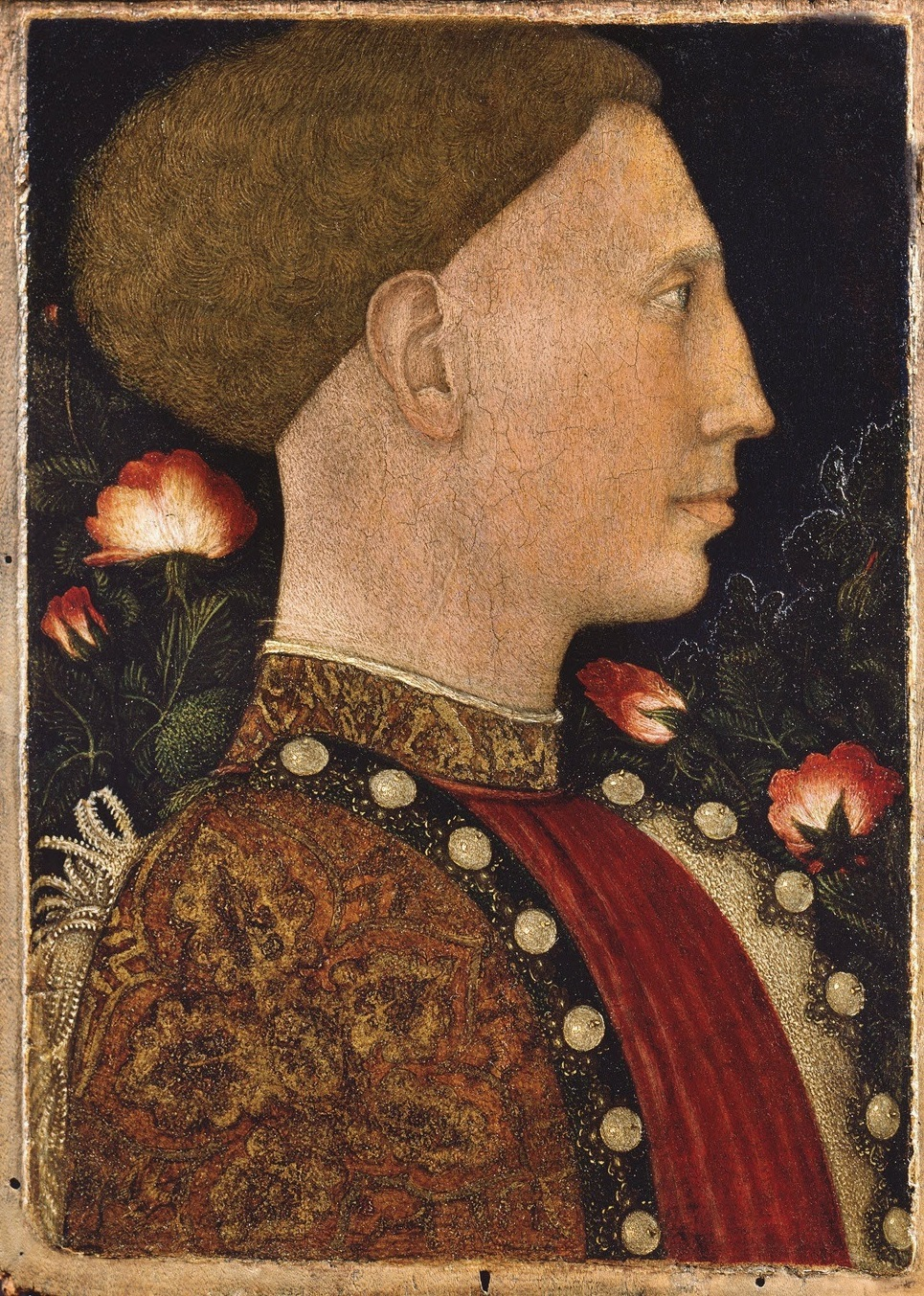
Retrat de Lionello d'Este, 1441, Gallera dell'Accademia Carrara, Bèrgam
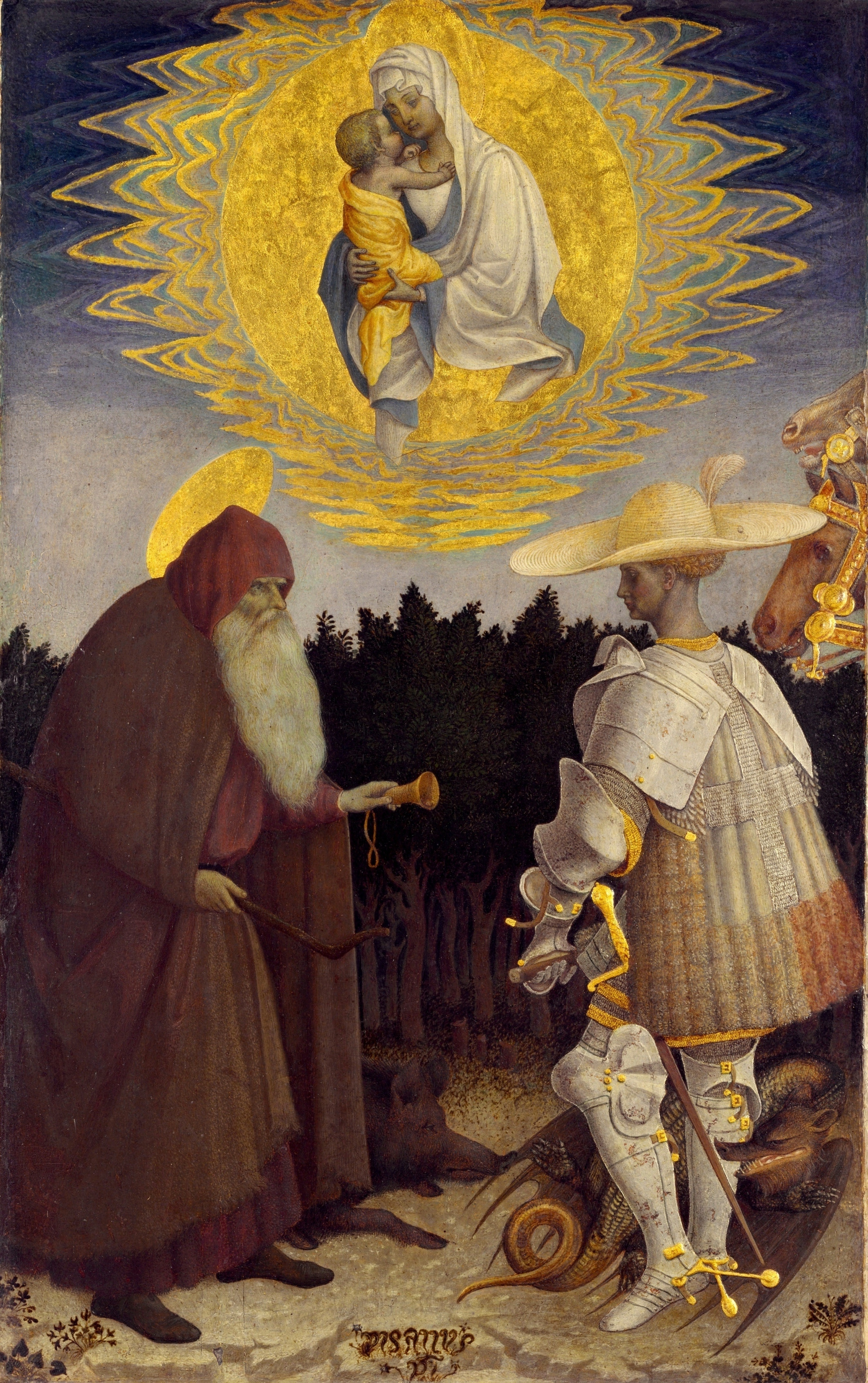
Mare de Déu i els sants Antoni Abat i Jordi, h. 1445, National Gallery de Londres